# Lakfalva
Lakfalva (németül Lackendorf, horvátul Lakindrof) község Ausztriában, Burgenland tartományban, a Felsőpulyai járásban.

## Fekvése
Felsőpulyától 16 km-re északra, a Soproni-hegység közelében fekszik.

## Története
A régészeti leletek tanúsága szerint területén már a kőkorszakban is éltek emberek. Kőbalták, agyagkorsók, fémcsatok, ékszerek maradványai igazolják, hogy a környék a bronzkorban és a vaskorban is lakott volt. A római korból származó hatalmas, 1,25 m  széles kőfal alapjait tárták fel, mely arra enged következtetni, hogy itt katonai őrhely is állt.
A mai település első írásos említése 1222-ből II. András király adományleveléből származik „Major-Louku” néven. Eredeti neve Nagylók volt, míg Kislók a szomszédos Kishársfalvával volt azonos. 1222-ben a település királyi adományként Botus fia Pósa birtoka lett. A falu a 15. századig gyors ütemben fejlődött. 1445-ben Albert osztrák herceg zálogbirtoka lett, majd tőle 1451-ben III. Frigyes német-római császár szerezte meg, de később Hunyadi Mátyás visszavette. A falu templomát és plébánosát 1499-ben említik először, korábban Kishársfalva filiája volt. 1529-ben és 1532-ben a környék falvaival együtt feldúlta a török. A kipusztított lakosság helyére horvátokat telepítettek ide. Az 1632-es egyházi vizitáció szerint a faluban már állt az új  templom, melyet Szent Rókus tiszteletére szenteltek.
Vályi András szerint „LAKENDORF. Horvát falu Sopron Várm. földes Ura H. Eszterházy Uraság, lakosai katolikusok, fekszik Loknak szomszédságában, mellynek filiája, határja sovány, szőleje nints, réttye, ’s erdeje kevés, mész égető helye van, Sopronhoz 1 5/8 mértföldnyire fekszik.”
Fényes Elek szerint „Lakendorf, horvát falu, Sopron vmegyében, Sopronhoz 1 3/4 mfld. 514 kath. lak. Van 372 h. középszerű urbéri szántóföldje, 27 hold rétje. A majorsági birtok nem küldetett be. Van egy kis patakocskája. Birja h. Eszterházy.”
1910-ben túlnyomórészt német lakosa volt. A trianoni békeszerződésig Sopron vármegye Soproni járásához tartozott.

## Nevezetességei
- Szent Rókus tiszteletére szentelt római katolikus temploma a 17. században épült, 1874-ben megújították. Főoltárát és szószékét 1887-ben építették, 1930-ban a templomot renoválták.
- Szent János kápolna.
- A postahivatal épülete 1886-ban épült.

## Külső hivatkozások
- Hivatalos oldal
- Lakfalva az Osztrák Statisztikai Hivatal honlapján